# Like a Surgeon
Like a Surgeon è un singolo del cantante statunitense "Weird Al" Yankovic estratto dall'album Dare to Be Stupid ed è la parodia della canzone Like a Virgin di Madonna.

## Significato
La canzone parla di un chirurgo maldestro che combina dei disastri in sala operatoria.

## Tracce
Rilascio 1985
1. Like a Surgeon - 3:27
2. Slime Creature from Outer Space - 4:23

Rilascio 1993
1. Like a Surgeon - 3:27
2. King of Suede - 4:12

## Il video
Il video è ambientato in un vero ospedale (attualmente chiuso per fallimento) dove Weird Al e gli altri componenti della band interpretano dei chirurghi maldestri.
Nel video si possono notare alcuni riferimenti al video di Like a Virgin.

## Classifiche
| Classifica (1985)             | Posizione massima |
| ----------------------------- | ----------------- |
| Australian ARIA Singles Chart | 19                |
| U.S. Billboard Hot 100        | 47                |